# Строжанац
Строжанац је бивше насељено место у саставу општине Подстрана, Сплитско-далматинска жупанија, Република Хрватска.

## Географски положај
Строжанац је приобално насеље на Јадранском мору. Налази се источно од Сплита и Стобреча. Може се рећи да Строжанац започиње код ушћа реке Жрновнице. Изнад Строжанца се налази брдо Перун. Обала је песковита. Важне привредне делатности су туризам и пољопривреда.

## Историја
До територијалне реорганизације у Хрватској налазио се у саставу старе општине Сплит. На попису становништва 1991. године насеље је укинуто и припојено насељу Подстрана.

## Становништво
| Број становника по пописима | Број становника по пописима | Број становника по пописима | Број становника по пописима | Број становника по пописима | Број становника по пописима | Број становника по пописима | Број становника по пописима | Број становника по пописима | Број становника по пописима | Број становника по пописима | Број становника по пописима | Број становника по пописима |
| --------------------------- | --------------------------- | --------------------------- | --------------------------- | --------------------------- | --------------------------- | --------------------------- | --------------------------- | --------------------------- | --------------------------- | --------------------------- | --------------------------- | --------------------------- |
| 1857.                       | 1869.                       | 1880.                       | 1890.                       | 1900.                       | 1910.                       | 1921.                       | 1931.                       | 1948.                       | 1953.                       | 1961.                       | 1971.                       | 1981.                       |
| 0                           | 0                           | 27                          | 26                          | 62                          | 57                          | 0                           | 0                           | 122                         | 136                         | 144                         | 400                         | 819                         |

Напомена: У 1890. и 1948. исказивано под именом Стражанац. У 1857., 1869., 1921. и 1931. подаци су садржани у насељу Подстрана. До 1971. исказивано као део насеља Сплит (град Сплит), а 1981. као самостално насеље. Види напомену под Подстрана.